# هاري كاتيريك
هاري كاتيريك (بالإنجليزية: Harry Catterick)‏ مواليد 26 نوفمبر 1919 في دارلينغتون، إنجلترا - الوفاة 9 مارس 1985 في غوديسون بارك، ليفربول، إنجلترا، كان لاعب كرة قدم إنجليزي كان يلعب في مركز الهجوم.

## المسيرة الاحترافية

### أندية لعب لها
- نادي إيفرتون
- نادي كرو ألكساندرا